# Temura
Cele trei sisteme de exegezǎ ebraică ce compun soclul Kabbalei și care sunt frecvent utilizate in scrierea de la Torah sunt:
- Gematrie (Guematria),în care literele sunt înlocuite cu valoarea numerelor pe care o ocupă în sistemul numeric ebraic.
- Notarikon (sau Notaricon, cuvânt de origine greacă, trecut apoi in limba latină și imprumutat de cea ebraică) desemnează in latină stenografia romană, dar în ebraică reprezintă o modalitate de codare prin care utilizând un grup de litere inițiale, cetrale sau finale, aparținând mai multor cuvinte, se pot forma alte cuvinte noi. Așa au apărut anumite rugăciuni (cf Kabbalei Evreice de Paul Vulliaud, care ne dezvăluie această tehnică prin exemple numeroase și concludente).
- Temura (תמורה sau Themurah, derivat de la rădăcina "mour" (מור) care semnifică "a schimba", "a substitui", "a înlocui") este un procedeu de schimbare a literelor utilizând diverse sisteme combinatorice sau Tserouf.

În cartea lui Ieremia (în Biblie), fraza "Și regele de Sheshakh va bea după noi" este intrigantă deoarece nu se cunoaște niciun loc purtând numele Sheshakh. Însă, aplicând codul atbash cuvântului Sheshakh (ShShk)  descoperim cuvântul (BBL): Babel!
Un exemplu neobișnuit ar putea fi și faptul că, prin îmbinarea temurei cu Gematria se poate obține răspunsul la problema încarnării pornind de la ebraică, și de a elucida astfel faimoasa replică lui Ioan "și cuvântul va deveni trup", bazându-ne pe teza lui Bernard Dubour în Inventarea lui Iisus.
Astfel, dacă prin așa-zisul procedeu temourah at bash - אתבש - (aleph devine tav, beith devine shin etc.) cuvântul davar (vorbă) דבר și cuvântul bassar (carne, trup) בשר își schimbă gematria după rang (26 și 43),
Demonstrație: se trece de la DBR, de gematrie după rang 26, la QShG, de gematrie după rang 43. Iar de la BShR, de gematrie după rang 43, se trece la ShBG, de gematrie după rang 26. Prin urmare, prin temura, BSR si DBR își schimbă mult gematriile, rămânând totuși aceleași (primul este același cu al doilea și reciproc), încercați să descifrați Inventarea lui Iisus de Bernard Dubourg.
Cele trei procedee Gematria, Notarikon și Temura formează ( prin Notarikon) cuvântul guineth, grădină, grădina minunată a cunoașterii ebraice a Cărții.
Cezar va utiliza, mai târziu, un algoritm de substituție apropiat sistemului criptografic. Datorită dezvoltării practicilor oculte, regulile de subsituție s-au extins. Printre algoritmii de substituție, "combinările lui Tziruph" erau foarte populare în perioadele antice (utilizate de evrei în jurul anilor 500-600, era noastră).
Alfabetul ebraic este divizat în două părți egale, plasate una deasupra celeilalte. Există 22 de substituiri precum și "Tabelul Combinărilor lui TzIRVP צירוף" (Tserouf):
| ALBTh (Albath) | ABGTh (Abgat) | AGDTh (Agdat) | ADBG | AHBD | AVBH | AZBV  | AChBZ | ATBCh | AIBT  | AKBI             |
| ALBK           | AMBL          | ANBM          | ASBN | AOBS | APBO | ATzBP | AQBTz | ARBQ  | AShBR | AThBSh (AthbasH) |

Există de asemenea și trei "Tabele de Substituire" - pătrate cu 484 de căsuțe completate cu litere:
- "Tabelul de dreapta" ( alfabetul este scris pe al doilea rând de la dreapta la stânga începând cu a doua literă Beth (B) si terminând cu prima Aleph (A); pe al treilea rând, se începe cu a treia literă, Gimel (G) si se termină cu a doua B etc...)
- "Tabelul invers" ( scriem invers alfabetul de la dreapta la stânga, începând cu Th, etc.)
- "Tabelul neregulat".

Pe lângă acestea, mai există metoda numită Thashraq, care este pur și simplu scrierea inversă a unui cuvânt.
Dar mai exista încă o formulă importantă numită "Kabbalah celor Nouă Camere"  sau Aiq Bekar.